# Actio de deiectis vel effusis
De Actio de deiectis vel effusis is een Romeinsrechtelijke praetorische procedure waarbij er geen sprake is van schuld (culpa) maar van toeval (casus). De actie wordt ook wel een bloempotactie genoemd, omdat er als voorbeeld vaak het voorval wordt gegeven waarbij er een bloempot uit een raam wordt gegooid dat op het hoofd van een voorbijganger valt. De hoofdbewoner van de woning, waar de bloempot stond, is dan aansprakelijk voor de geleden schade. Ook als niet kan worden bewezen dat hij zelf geworpen of gegoten heeft. Deze aansprakelijkheidsgraad wordt de risicoaansprakelijkheid genoemd en is de zwaarste vorm van aansprakelijkheid, het valt makkelijk te bewijzen en moeilijk te voorkomen.

## Rechtsstromingen
De Actio de deiectis vel effusis wordt onder andere toegepast in de Justiniaanse wetgeving (Romeins recht) en in de Inleidinge tot het Hollandse recht van Hugo de Groot (positief recht). Bij de Justiniaanse wetgeving is er dan sprake van een Quasi ex delicto en bij De Groot Misdaad door wet-duiding. Beiden vallen onder de risicoaansprakelijkheid.
Het rationele natuurrecht kent geen risicoaansprakelijkheid, waardoor de bloempotactie ook niet toepasbaar is. Het natuurrecht kent alleen opzet(dolus)aansprakelijkheid en schuld(culpa)aansprakelijkheid. Een belangrijke vuistregel in het natuurrecht is dat er zonder schuld geen aansprakelijkheid geldt, wat ook wel het in het Duits het Verschuldensprinzip wordt genoemd.

## Boete
Als het naar beneden gevallen voorwerp had veroorzaakt dat een vrij persoon werd gedood, werd er een vaste geldboete toegerekend aan de laedens (de hoofdbewoner) ter hoogte van 50 aurei. Als deze persoon slechts werd verwond, werd er een boete toegerekend die door de rechter werd vastgesteld.